# Симетрична група

Граф Келі симетричної групи S_{4}

Симетрична група множини X — це група всіх перестановок X (тобто бієкцій X →X) щодо операції композиції.
Симетрична група множини X позначається S(X). Якщо X = {1, 2,…, n}, то S(X) позначається Sn.
Нейтральним елементом в симетричній групі є тотожна перестановка {\displaystyle id}, тобто тотожне відображення:
{\displaystyle id(x)=x} для всіх x з X.
Порядком групи Sn (тобто кількістю її елементів) є n! (n-факторіал).
{\displaystyle Ord(S_{n})=n!}

## Теорема Келі
Будь-яка група {\displaystyle (G,\cdot )} ізоморфна деякій підгрупі групи перестановок елементів {\displaystyle G}.

## Групи низького порядку
S0 та S1
Групи з одного елементу.
S2
Група з 2 елементів, циклічна, а отже і абелева.
S3
Перша неабелева симетрична група. Ізоморфна діедральній групі порядку 6.
S4
Ізоморфна групі поворотів куба.
S5
Є групою Галуа для рівняння п'ятого степеня.

## Властивості
- При {\displaystyle n\geq 3} симетрична група Sn некомутативна.
- При {\displaystyle n\geq 5} симетрична група Sn є нерозв'язною.

### Українською
- Гаврилків В. М. Елементи теорії груп та теорії кілець. — І.-Ф.  : Голіней, 2023. — 153 с.
- Ганюшкін О. Г., Безущак О. О. Теорія груп: Навчальний посібник для студентів механіко–математичного факультету. — Київ : ВПЦ "Київський університет", 2005.(укр.)

### Іншими мовами
- Курош А. Г. Теория групп. — 3-е изд. — Москва : Наука, 1967. — 648 с. — ISBN 5-8114-0616-9.(рос.)
- Джозеф Ротман[en]. An Introduction to the Theory of Groups. — 4th. — Springer (Graduate Texts in Mathematics), 1994. — 532 с. — ISBN 978-0387942858.(англ.)